# Orthocladius membranisensoria
Orthocladius membranisensoria är en tvåvingeart som först beskrevs av Hardy 1960.  Orthocladius membranisensoria ingår i släktet Orthocladius och familjen fjädermyggor. Inga underarter finns listade i Catalogue of Life.